# Kolumbov kanal
Kolumbov kanal ili Zmijina usta (špa. Boca de la Serpiente), je tjesnac koji leži između rta Icacos na jugozapadu Trinidada i Tobaga i sjeverne obale Venezuele. Vodi od Atlantskog oceana do zaljeva Paria. Kanal je na najužem mjestu širok oko 14 km.

## Povijest
Prolazu je ime dao Kristofor Kolumbo na svom trećem putovanju.